# Thryallis ocellatus
Thryallis ocellatus é uma espécie de besouro da família Cerambycidae. Foi descrito por Chemsak e McCarty em 1997.  